# نبط العراق
نبط العراق أو الأنباط في العراق هو الإسم الذي استخدمه علماء الإسلام في العصور الوسطى للإشارة إلى السكان الأصليين في وسط وجنوب العراق (سواد العراق) الناطقين بالآرامية خلال الفترة الإسلامية المبكرة (القرنين السابع والعاشر الميلاديين). لا ينبغي الخلط بينهم وبين الأنباط القدماء، وهم شعب عربي شمالي أسس مملكة في البتراء خلال الفترة الهلنستية المتأخرة (حوالي 150 قبل الميلاد - 106 م)، والذين يبدو أن العرب المسلمين أطلقوا عليهم اسم أنباط الشام (أو نبط الشام).
ارتبط الأنباط في العراق بقوة من قبل حكامهم المسلمين بالزراعة وبطريقة عيش مستقرة على عكس نمط الحياة البدوي للعرب الفاتحين. غالبًا ما استخدمت كلمة (نبطي) كمصطلح ازدرائي، في إشارة إلى أي شخص لا يتحدث اللغة العربية ويحافظ على نمط حياة ريفي ويفتقر إلى التعليم والثقافة أو حتى تشبيهه بحيوانات المزرعة. وقد استخدم المصطلح أيضًا لسكان الريف من غير العرب في أماكن أخرى مثل الأكراد النبطيين (النبط الأكراد) أو الأرمن النبطيين (النبط الأرمانيون).
استعمل اسم النبط مرتين وباشكال مختلفة. أطلق الأنباط على أنفسهم اسم النبط وهي قبيلة عربية تسكن في الأردن وسيناء والنقب، واطلق العرب اسم النبط كإسم لمتحدثي اللغة الآرامية في العراق وعلى سريان سوريا إضافة لاستعمال مصطلح السريان بالرغم أن السريان وسكان العراق لم يطلقوا على أنفسهم تسمية النبط. يعتقد أن المؤرخين العرب كانوا يقصدون (بنبط العراق) المندائيين الذين يتحدثون اللغة المندائية (لغة ارامية)، يقول ناجي معروف كلهم ساميون ومن الأصول العربية القديمة.

## النبط في العراق
هم سكان العراق القدامى قبل الأسلام، اختلف المؤرخون العرب في نسب العراقيين القدماء الذين عبروا عنهم بالنبط، فقال اليعقوبي في تاريخه (1/19)، والمسعودي في مروج الذهب (2/25) أنهم من ولد (ماش بن ارم بن سام بن نوح، صار إلى أرض بابل، فولد نمرود الجبار، ونبيط وهو أبو النبط). ونسبتهم رواية منسوبة إلى الإمام الصادق إلى نبي الله إبراهيم قال: (النبطي من ذرية إبراهيم،إنما هما نبطان: من النبط الماء والطين وليس بضاره في ذريته شيء، وقوم استنبطوا العلم، فنحن هم). وتعضدها رواية أخرى نقلها ابن منظور في لسان العرب (2/182) عن محمد بن سيرين عن عبيدة، قال: «سمعت عليّاً يقول: من كان سائِلاً عن نِسْبَتِنا، فإِنا نَبَطٌ من كُوثى».
وروي عن ابن الأَعرابي أَنه قال: سأَل رجلٌ عليّاً فقال: «أَخبرني يا أَمير المؤْمنين عن أَصلكم معاشرَ قُرَيْشٍ، فقال: نحن قومٌ من كُوثى». ثم قال: وكُوثى العِراق هي سُرَّةُ السَّوادِ من مَحالِّ النَّبَطِ، وإِنما أَراد أَن أَبانا إِبراهيمَ كان من نَبَطِ كُوثى، وأَنَّ نسبنا انتَهى إِليه). ونحْوَ ذلك قال ابنُ عباس: نحنُ معاشِرَ قُرَيش حَيٌّ من النَّبَط، مِن أَهل كُوثى، والنَّبَطُ من أَهل العِراق)، وقال ابن حزم الأندلسي في المحلى (11/267) أن عامر الشعبي كان يقول: كلنا نبط.
ومن هنا مال بعض المؤرخين العرب إلى أن النبط من ذرية نابت بن إسماعيل، بل أرجعوا الشعب العدناني كله إلى نابت، قال ابن عبد البر في الإنباه على قبائل الرواة ص20: «والذي عليه أئمة هذا الشأن في نسب عدنان، قالوا: عدنان بن أدد بن مقوم بن ناحور بن تيرح بن يعرب بن يشجب بن نابت بن إسماعيل بن إبراهيم خليل الرحمن بن تارح وهو آزر بن ناحور بن ساروح بن أرغو بن فالغ بن عيبر بن شالخ بن أرفخشذ بن سام بن نوح». (انظر: التاريخ الكبير للبخاري:1/5، أخبار مكة للأزرقي:1/81).
أثبتت الدراسات المعاصرة أيضا أن النبط بقسميهم العراقي والشامي هم من العرب، وأنهم أقرب إلى قريش والقبائل الحجازية من العرب الجنوبيين (القحطانيين)، فهم يشاركون قريشا في أسماء أكثر الأشخاص، كما يشاركونهم في عبادة الأصنام، وخط النبط قريب جدا من خط كتبة الوحي، وفي كلماتهم مفردات عربية خالصة من نوع عربية القرآن الكريم، فمن المحتمل أن يكونوا من العدنانيين، ولكن لا يعرف زمن هجرتهم إلى العراق وسواحل البحر المتوسط على وجه التحديد، ومن المظنون أنهم كانوا بدوا يسكنون البادية الواقعة شرقي الأردن (المفصل:3/14).
وقد فوجئ خالد بن الوليد عند دخوله العراق بعربية النبط في سواد العراق، ذكر الطبري في تاريخه (2/465): «عندما حاصر خالد أهل القصور قرب الحيرة، أمر أمراءه أن يبدؤوا بدعاء أهلها إلى إحدى ثلاث: الإسلام، أو الجزية، أو المنابذة، فاختاروا المنابذة، فلما دارت الدائرة على أهل القصور، وأكثر المسلمون فيهم القتل، نادى أصحاب القصور: يا معشر العرب، قد قبلنا واحدة من ثلاث فأبلغونا خالدا، فقال لهم خالد: ويحكم ما أنتم؟ أعرب فما تنقمون من العرب، أو عجم فما تنقمون من الانصاف والعدل؟ فقال له عدي بن عدي بن زيد العبادي: بل عرب عاربة وأخرى متعربة. فقال: لو كنتم كما تقولون لم تحادونا وتكرهوا أمرنا؟ فقال له عدي: ليدلك على ما نقول أنه ليس لنا لسان إلا بالعربية. فقال: صدقت. وقال: اختاروا واحدة من ثلاث: أن تدخلوا في ديننا فلكم ما لنا وعليكم ما علينا، إن نهضتم وهاجرتم وان أقمتم في دياركم، أو الجزية، أو المنابذة والمناجزة فقد والله أتيتكم بقوم هم على الموت أحرص منكم على الحياة. فقالوا: بل نعطيك الجزية».
وثمة قرائن أخرى تدل على أن أصل النبط عرب، منها: قول الإمام أمير المؤمنين لأبي الأسود الدؤلي حينما دخل البصرة: «إني قد سمعت في بلدكم هذا لحنا كثيرا فاحشا» (الفصول المختارة للشيخ المفيد:91)، وقطعا لم يكن هذا اللحن من العرب الذين سكنوا البصرة بعد تمصيرها فإن العرب كانوا يأنفون من ذلك كما سيأتي. كما أنه لا يقصد قطعا الجالية الهندية الصغيرة التي كانت تسكن البصرة والذين عبر عنهم المؤرخون بـالزط أو السبابجة، فقد كان هؤلاء تجارا وبحارة وحرفيين طاب لهم المقام في البصرة وجاء الإسلام فأسلموا، لكن أعدادهم كانت قليلة وربما لا يجازون بضع عشرات، فمن غير المعقول أن اللحن الكثير الفاحش كان من هذه الفئة القليلة!. ولم يكن اللحن من الفرس إن وجدوا فهؤلاء ليسوا من العرب، ومن البعيد أنهم تعلموا العربية من العرب الذين سكنوا البصرة في هذه الفترة القصيرة التي لا تزيد على العشرين سنة. فمن المؤكد أنه كان يقصد جماعة أخرى عربية كبيرة كان في كلامهم لحن، وهم النبط إذ لا توجد في العراق تجمعات كبيرة غيرهم. ومنها: أن اللغويين والأدباء العرب أشاروا في بعض الأحيان إلى نماذج من كلام النبط، يدل على أنهم عرب، ولكن كانوا عربا يتكلمون اللهجة العامية كما يعبر عنها في عصرنا، إلا أن العرب القدماء عبروا عنها بلغة النبط أي اللغة العامية.
ومن هذه الإشارات ما ذكره أبو الفرج الأصفهاني في الأغاني (5/189) قال: «لا يجوز في غنائك أن تقول: «ذهبتو» بالواو، فإن قلت: «ذهبت» ولم تمدّها انقطع اللحن (الموسيقى) والشعر، وإن مددتها قبح الكلام وصار على كلام النّبط»، وهذا يعني أن النبط كان كلامهم من قبيل إشباع الضمة وقلبها واوا، ومن قبيل: قلب حرف الضاد طاء كما صرح ابن منظور في لسان العرب، فكانوا يسمون الناظور، ناطور أي حارس، ويقلبون الجيم قافا، فيقولون قمل بدلا من كلمة جمل، ويسمون اللحية دقنا (ربيع الأبرار للزمخشري:1 /315 )، ويقولون في الإشارة (ليكا) أي ذاك هو (المخصص لابن سيدة:14 /43 ) ولعنقود العنب: حصرم. (تذكرة الفقهاء للعلامة الحلي:1/504)، وقال الخطيب البغدادي في تاريخ بغداد:5/416: (أن أبا هريرة كان يكلم صبيانه وأهله بالنبطية)، وأبو هريرة ليس بعراقي، بل هو سدوسي أزدي يمني، وهذا دليل قاطع على أن النبطية كانت تعني عند العرب أيام الفتح ما نسميه اليوم بالعامية. وكان سبب اللحن في كلام النبط عائد إلى تأثرهم بثقافة ولغة الشعوب المجاورة لهم من الفرس والروم، وتثقفوا بثقافة بني إرم وكتبوا بكتابتهم وتأثروا بلغتهم، مما أدى ذلك إلى دخول مفردات وتراكيب أعجمية في لغتهم، ولكنة في ألسنتهم، فعاب العرب عليهم لهجتهم، وأبعدوا أنفسهم عنهم، ولأنهم خالفوا العرب باشتغالهم بالزراعة والرعي واحتراف الحرف اليدوية، وهي حرف يزدريها العربي. (المفصل:3/5).
عاش نبط العراق بين نهري دجلة والفرات، وقسم منهم في الجزيرة الفراتية، امتهنوا الزراعة والرعي، وأسسوا عدة ممالك كان آخرها مملكة الحضر ومملكة ميسان اللتان ظلتنا مملكتين مستقلتين حتى احتلالها من قبل الساسانيين، قال الخطيب البغدادي: (وأما سوادنا هذا -أي سواد العراق- فإنا سمعنا أنه كان في أيدي النبط فظهر عليهم أهل فارس فكانوا يؤدون إليهم الخراج فلما ظهر المسلمون على أهل فارس تركوا السواد ومن لم يقاتلهم من النبط والدهاقين على حالهم ووضعوا الجزية على رءوس الرجال ومسحوا عليهم ما كان في أيديهم من الأرض ووضعوا عليها الخراج) (انظر: التنبيه والأشراف للمسعودي:36).
وقد عبر المؤرخون عن النبط بتعبير آخر، فسموا القاطنين بين ما بين بابل والبصرة (الأردوانيين)، وسكان الموصل والجزيرة (الأراميين أو الأرمانيين)، وعبروا عن عصرهم بعصر ملوك الطوائف. (انظر: التنبيه والأشراف:68، و93)، وقد ذكر المسعودي في التنبيه والأشراف وفي مروج الذهب أن سكان العراق القدامى الذين سماهم المؤرخون العرب بالنبط هم الكلدانيون. ويظهر من نصوص بعض المؤرخين أن النبط بقوا كيانًا اجتماعيًا متميزا في العراق إلى عصور متأخرة، قال المسعودي في مروج الذهب :3/466، أن النبط كانوا يسكنون قرية على نهر القاطول فجاء المعتصم العباسي وبنى مدينة سامراء عند تلك القرية.

## اعلامهم
من أشهر شخصياتهم أبو حنيفة النعمان وميثم التمار وأبو بكر أحمد بن علي ابن وحشية النبطي مؤلف كتاب الفلاحة النبطية الذي نقل فيه خبرة النبط في الفلاحة للغة العربية، إضافة إلى كتابته كتباً في الكيمياء والفلك والسحر بالعربية ،كان العرب لا يقدرون انتماء النبط القرويين وقراهم، وعدم اهتمامهم بالنسب العشائري، حيث قال عمر بن الخطاب :لا تكونوا كنبيط السواد إذا سئل أحدهم عن أصله قال من قرية كذا وكذا.